# Lillian Wilson
Lillian Wilson, född 12 november 1864, död 1 mars 1909, var en brittisk bågskytt. Hon deltog vid olympiska sommarspelen 1908.